# Ана Јовановић (глумица)
Ана Јовановић (Београд, 25. фебруар 1975) српска је глумица.

## Филмографија
| Год.  | Назив                                  | Улога        |
| ----- | -------------------------------------- | ------------ |
| 1988. | Кућа поред пруге                       | Сашка        |
| 1998. |                                        |              |
| 2005. | Ми нисмо анђели 2                      | Секана       |
| 2005. | Јелена                                 | Кристина     |
| 2006. | Грбавица                               | Плесачица    |
| 2011. | Цват липе на Балкану                   |              |
| 2011. | Жене са Дедиња                         | Гатара       |
| 2015. | Жене са Дедиња                         | Елефтерија   |
| 2018. | Ургентни центар                        | Марија Сенић |
| 2023. | Заљубљена Ана, господин заборав и мама | Ана          |